# Apollo (witraż Stanisława Wyspiańskiego)
Apollo (System Kopernika) – zaprojektowany przez Stanisława Wyspiańskiego witraż w oknie klatki schodowej Domu Towarzystwa Lekarskiego Krakowskiego.

## Miejsce i historia powstania witrażu
Witraż znajduje się w budynku Domu Towarzystwa Lekarskiego przy ul. Radziwiłłowskiej 4 w Krakowie. Budynek wybudowano na zlecenie doktora Juliana Nowaka w 1904 roku. Jest to jeden z wielu dekoracyjnych elementów wykończenia tego budynku zaprojektowanych przez Wyspiańskiego, który poza tym zaprojektował dla niego również balustrady schodów, polichromie czy posadzki, a ponadto wyposażenie: meble, żyrandole. Wykonane według projektu Wyspiańskiego witraże w Domu Lekarskim są jedynymi witrażami tego artysty we wnętrzu świeckim.
Wybór tematu witrażu był związany z połączeniem się Towarzystwa Lekarskiego z Astronomicznym. Pierwotnie miała być na nim przedstawiona postać Mikołaja Kopernika. Ostatecznie temat uległ zmianie, pozostała natomiast tematyka związana z astronomią – wybrano postać Apolla-Słońca.
Witraż został wykonany na podstawie pastelu Stanisława Wyspiańskiego pod tym samym tytułem; pastel ten znajduje się w kolekcji Muzeum Narodowego w Krakowie, do którego trafił w 1946 roku jako dar dr. Nowaka. Projekt witrażu jest jednym z najczęściej reprodukowanych dzieł Wyspiańskiego, drukowanym w czasopismach, wydawnictwach albumowych i na znaczkach pocztowych.

## Opis witrażu
Apollo, bóg-Słońce, jest na witrażu przedstawiony skrępowany i przywiązany do liry, która przygniata go swym ciężarem. Takie ujęcie tematu jest interpretowane między innymi jako odwołanie do „zatrzymania” słońca przez Mikołaja Kopernika. Wokół Apolla przedstawione są inne planety układu słonecznego – Saturn, Jowisz, Mars, Merkury, Ziemia, Luna i Wenus.